# Vitamin C
Vitamin C, de son vrai nom Colleen Ann Fitzpatrick, née le 20 juillet 1969, est une chanteuse et actrice américaine.

## Discographie
Albums studio
- 1999 : Vitamin C
- 2001 : More
- 2003 : Unreleased

Singles
- 1999 : Smile
- 1999 : Me, Myself & I
- 2000 : The Itch
- 2001 : As Long As You're Loving Me
- 2003: Last Nite

## Filmographie
- Hairspray (1988)
- Y a-t-il un flic pour sauver le président ? (1991)
- Dracula 2000 (2000)
- Get Over It (2001)
- Scary Movie 2 (2001) (voix de la radio)